# Queremos escuchar
Queremos escuchar fue un programa de televisión, presentado por Carlos Fuentes, que consiste en debatir un tema con invitados de cualquier ideología, que expresan sus opiniones respetando las demás. El formato se emite cada viernes a través de 13 TV, desde el 9 de septiembre de 2014. Este espacio, basado en un formato catalán llamado Catalunya Opina de Canal Català, guarda relación con Queremos opinar, el cual se emitió a través de los canales extintos Metropolitan TV (entre 2010 y 2013) e Intereconomía Televisión (entre 2013 y 2014) y también era presentado por Carlos Fuentes.
- Queremos escucachar
  - A finales del año 2015 el programa dejó de emitirse.
- Queremos opinar
  - El formato se emitirá a partir del 8 de enero de 2024 de 18:00 h 20:00 h en Canal 4.
  - El 18 de abril de 2024 dejó de emitirse en Canal 4.
  - El 16 de mayo de 2024 dejó de emitir el programa a través de YouTube, redes sociales…

## Formato
Los contenidos de Queremos escuchar se centran en la actualidad social española desde un punto de vista analítico y respetuoso, siendo la base del programa las tertulias entre los invitados, moderados por el sacerdote franciscano Carlos Fuentes. Además, el espacio incluye entrevistas en plató a rostros conocidos, reportajes en profundidad y testimonios de personas anónimas. Del mismo modo, durante el programa, los telespectadores pueden participar vía telefónica, redes sociales o correo electrónico sobre el tema de actualidad expuesto a lo largo del programa.

## Colaboradores
Algunos de los invitados a este programa son conocidos y han estado apareciendo con frecuencia, algunos de estos colaboradores son:
- Rafael López-Diéguez, abogado y secretario general de Alternativa Española.
- Santiago Espot, presidente ejecutivo de Catalunya Acció.
- Juan Ramón Lluch, periodista y escritor valenciano.
- Gemma Galdon, profesora de la Universidad Autónoma de Barcelona, nacionalista catalana.
- Juan Carlos Girauta, portavoz en el congreso del partido Ciudadanos-Partido de la Ciudadanía.
- Carlos Navarro, tertuliano y colaborador en diferentes medios de comunicación, concejal en Vilanova del Camí por el partido DECIDE (Derecho, Ciudadanía y Democracia).
- Tivo Adell, pedagogo, psicopedagogo, tertuliano y colaborador en diferentes medios de comunicación.
- José Ramón Julio Márquez Martínez, más conocido como Ramoncín, cantante de rock, actor, escritor, y colaborador - presentador español de televisión y radio.
- Simón Pérez Golarons, economista y profesor de EIAF.